# Salar de Empexa
Salar de Empexa är en saltslätt i Bolivia.   Den ligger i departementet Potosí, i den sydvästra delen av landet, 400 km väster om huvudstaden Sucre. Arean är 191 kvadratkilometer.